# Yamandú Fau
Yamandú Fau (Montevideo, 21 de marzo de 1940) es un político y docente uruguayo.

## Biografía
Profesor de Derecho y Ciencia Política al obtener su cátedra en un concurso de oposición libre en el año 1968.
Está casado con Amira Daners y es padre de dos hijos varones, Gonzalo Yamandú y Diego Nicolás. 
Comenzó su actividad política en el Partido Colorado en el año 1962 siendo cofundador de la Lista 99 junto a Zelmar Michelini y Renán Rodríguez. Adhirió siempre al Batllismo y acompañó a Zelmar Michelini cuando éste propuso dejar el Partido Colorado luego de una muy fuerte oposición al gobierno de Jorge Pacheco Areco y su candidato Juan María Bordaberry.
Con el retorno a la democracia 1984 es electo Diputado nacional en la Lista 99 por el Frente Amplio, del cual fue coordinador de bancada. En 1988 integró la delegación uruguaya a la Asamblea General de las Naciones Unidas.
Cuando su sector político abandona el Frente Amplio para constituir el Nuevo Espacio junto con la Unión Cívica y el PDC, Fau acompaña a su líder Hugo Batalla, y es reelecto al cargo de diputado para el período 1990-1994.
En 1994 participó junto con Batalla del acuerdo político con Julio María Sanguinetti.

## Actuación en gobiernos del Partido Colorado
De cara a las elecciones de 1994, Hugo Batalla realiza un acuerdo con Julio María Sanguinetti del Partido Colorado, con lo cual Fau es electo nuevamente diputado para el periodo 1995-2000 . Sin embargo, no termina este período ya que el presidente Sanguinetti lo nombra Ministro de Educación y Cultura en 1998. 
Terminando su período en el Ministerio y con el nuevo presidente, Jorge Batlle, Fau ingresa al Senado de la República el 2 de marzo del 2000. Allí tuvo importante participaciones en comisiones de Defensa Nacional, Educación y Hacienda.
El 20 de septiembre del 2002 fallece el ministro de Defensa Nacional, Luis Brezzo. El presidente Jorge Batlle lo nombra como Ministro de Defensa el 26 de septiembre, cargo que ocupa hasta el 1 de marzo del 2005 con el cambio de gobierno.
Una vez finalizado el mandato de Jorge Batlle, Yamandú Fau no volvió a ocupar posiciones de destaque en, aunque continuó vinculado al Foro Batllista. Su hijo Diego adhirió a la precandidatura de Pedro Bordaberry, para las elecciones internas de junio de 2009, aunque posteriormente decidió no apoyarlo en las elecciones nacionales.
En 2010, algunos parlamentarios lanzaron denuncias por irregularidades en la gestión ministerial de Fau.

## Actualidad
De cara a las internas de 2019, Fau apoya la precandidatura de Julio María Sanguinetti.
Por Resolución Presidencial 057/020, de fecha 3 de julio de 2020, fue designado miembro titular de la Comisión del Patrimonio Cultural de la Nación

## Documental
- Fau es una figura entrevistada en el documental de 2024 Jorge Batlle: entre el cielo y el infierno, dirigido por Federico Lemos.

| Predecesor: Luis Brezzo | Ministro de Defensa Nacional 2002-2005 | Sucesor: Azucena Berruti |